# 瓠瓜五
海豚座ζ，又名BD+14 4353，HD 196180、SAO 106274、HR 7871，是海豚座的一颗恒星，视星等为4.68，位于銀經58.63，銀緯-15.16，其B1900.0坐标为赤經20h 30m 37.9s，赤緯+14° -15.16′ 45″。